# الخالصة
الخالصة قرية فلسطينية مهجرة، اقيمت على انقاضها مدينة كريات شمونة بعد قيام دولة إسرائيل، كانت في العهد العثماني من أعمال قضاء مرجعيون، تقع على مسافة 28 كم في الشمال الشرقي لصفد، وتبعد عن المطلة الواقعة على الحدود اللبنانية مسافة 10 كم تقريباً.
لموقعها أهمية خاصة لمرور طريق طبرية – المطلة فيها، ولأنها نشأت فوق حافة جبلية مشرفة على سهل الحولة. ترتفع نحو 150 م عن سطح البحر، فخدم موقعها أغرضاً تجارية ودفاعية في آن واحد، وجبنيها ارتفاعها أخطار الفياضانات التي كانت تحدث في الماضي قرب بحيرة الحولة.
معظم سكانها من عرب عشيرة الغوارنة الذين استقروا في القرية ومارسوا حرفة الزراعة جنباً إلى جنب مع حرفة الرعي وتربية المواشي.
مبانيها مصنوعة من حجر البازلت في مساحة بلغت 20 دونماً. وتحيط بالخالصة من الجهتين الشرقية والجنوبية آثار تدل على أن الموقع كان معموراً منذ زمن قديم.
وتمتد مضارب عرب النميرات إلى الغرب من الخالصة فوق المنحدرات الشرقية لمرتفعات الجليل الأعلى. وكانوا يعتمدون في معيشتهم على تربية المواشي.
مساحة الأراضي التابعة للخالصة 11،280 دونماً، منها 507 دونمات للطرق والودية. وتتوافر مياه الينابيع حول القرية، وتهطل الأمطار عليها بكميات كافية لنمو المحاصيل الزراعية حول الخالصة.
نما عدد سكان الخالصة من 1.369 نسمة عام 1931 إلى 1.840 نسمة عام 1945. وقد اشتملت الخالصة على مدرسة ابتدائية للبنين، وكانت مركزاً تجارياً بالإضافة إلى كونها مركزاً تعليمياً لأبناء المنطقة المجاورة. وكان سوقا لخالصة يعقد كل يوم ثلاثاء، وتقوم فيه التجارة بالسلع الواردة من الإقليم المحيط بها في شمالي فلسطين ومن منطقة الحدود السورية واللبنانية.
وفي عام 1948 قامت إسرائيل بتشريد سكان الخالصة وتدمير قريتهم وأقامت على أنقاضها فيما بعد مستعمرة كريات شمونة.

## احتلال القرية
في 11 أيار/ مايو 1948، رفضت الهاغاناه طلب الخالصة عقد ((اتفاق)). ويروي المؤرخ الإسرائيلي بِني موريس أن سكان القرية شعروا بأنهم عرضة للخطر فقرروا الرحيل. يضاف إلى ذلك أنه تناهى إلى أسماعهم نبأ سقوط مركز القضاء، صفد في اليوم عينه. ولما كان قائد عملية يفتاح، يغال ألون، عزم على طرد أكبر عدد ممكن من سكان المنطقة في أثناء العملية، فمن غير المستهجن أن تكون الهاغاناه رفضت عرض الهدنة. والمرجح أن تكون القوات الصهيونية دخلت القرية بُعَيْد ذلك، في سياق حملتها العامة في الجليل الشرقي؛ تلك الحملة التي دُعيت عملية يفتاح. وكانت خطة دالت قضت، أصلاً، باحتلال مركز الشرطة البريطانية الموجود في القرية، لكن لا يعرف على وجه الدقة متى نُفذ الأمر. أعطى سكان القرية الذين أجرى المؤرخ الفلسطيني نافذ نزال معهم مقابلات في الأعوام اللاحقة، صورة أدق تفصيلاً من لعملية الاحتلال؛ إذ قالوا أنهم هربوا من منازلهم بعد أن سمعوا نبأ سقوط صفد، ولاذوا بقرية هونين في الشمال الغربي. لكن مجاهدي القرية مكثوا بضعة أيام أخرى إلى أن قصفت القرية قصفاً شديداً من مستعمرة مناره اليهودية، وشاهدوا وحدة مدرعة تقترب من القرية. وقد انسحب المجاهدون عبر التلال؛ لأن القوات الصهيونية كانت تسيطر على الطرق- والتمسوا سبيلهم إلى هونين. ثم إن سكان القرية هُجّروا من هناك إلى لبنان. وفي الأسابيع اللاحقة، قرر نفر منهم العودة لينبشوا حُفَراً في أراضيهم كانوا أودعوها أموالاً، أو لجني شيء من تبغهم وحبوبهم. وقالوا إن القوات الإسرائيلية أحرقت ودمرت كثيراً من المنازل.

## القرية اليوم
يميّز ركام المنازل الحجرية الموقع. ولا يزال بناء المدرسة وأبنية إدارات الانتداب المهجورة ماثلة للعيان، وكذلك مسجد القرية ومئذنته. ويستخدم سكان مستعمرة كريات شموناه الأراضي المستوية، المحيطة بالموقع، للزراعة. أما المناطق الجبلية فتكسوها الغابات، أو تستخدم مرعى للمواشي.في سنة 1950، أُنشئت مستعمرة كريات شموناه في موقع القرية.

## صور

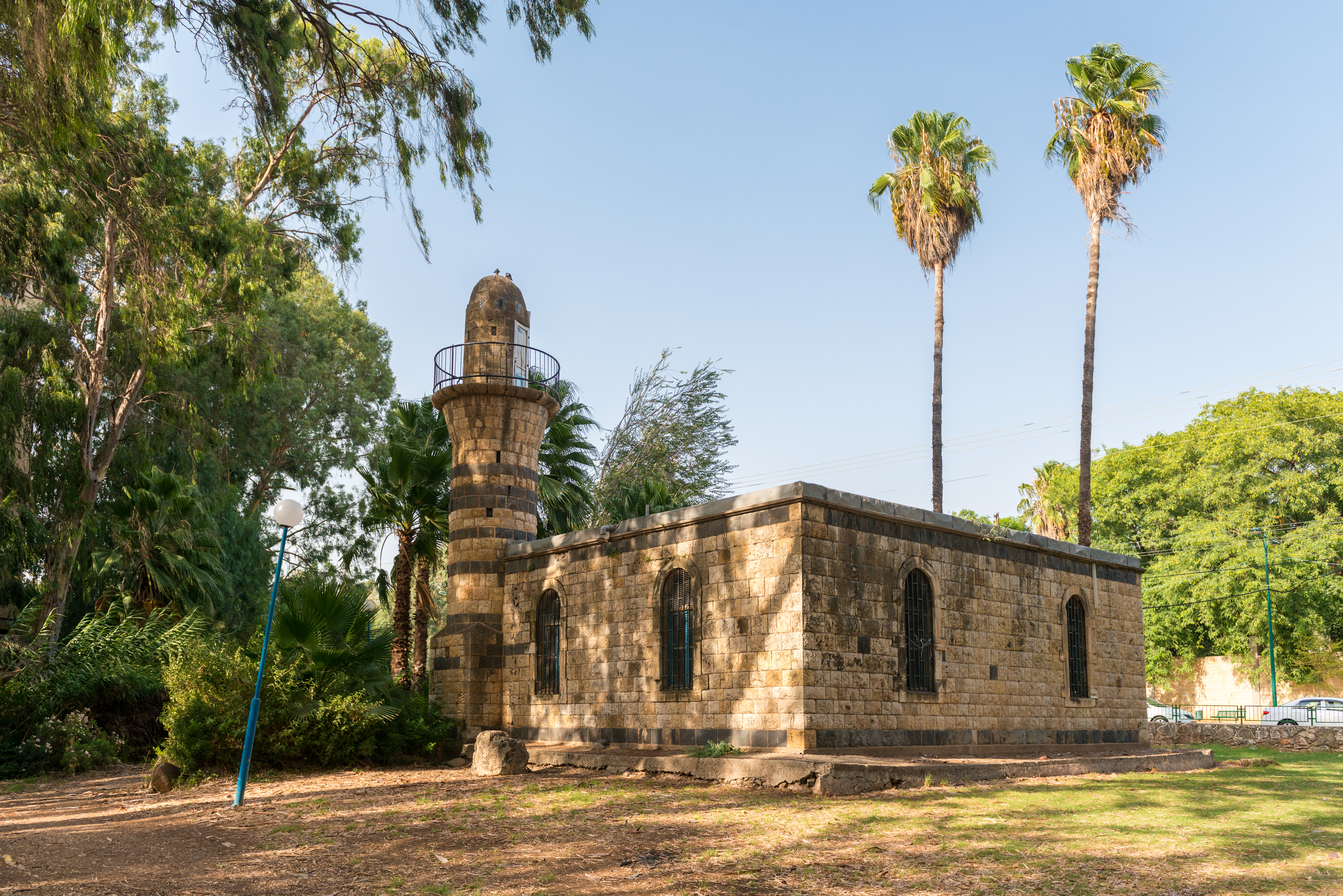
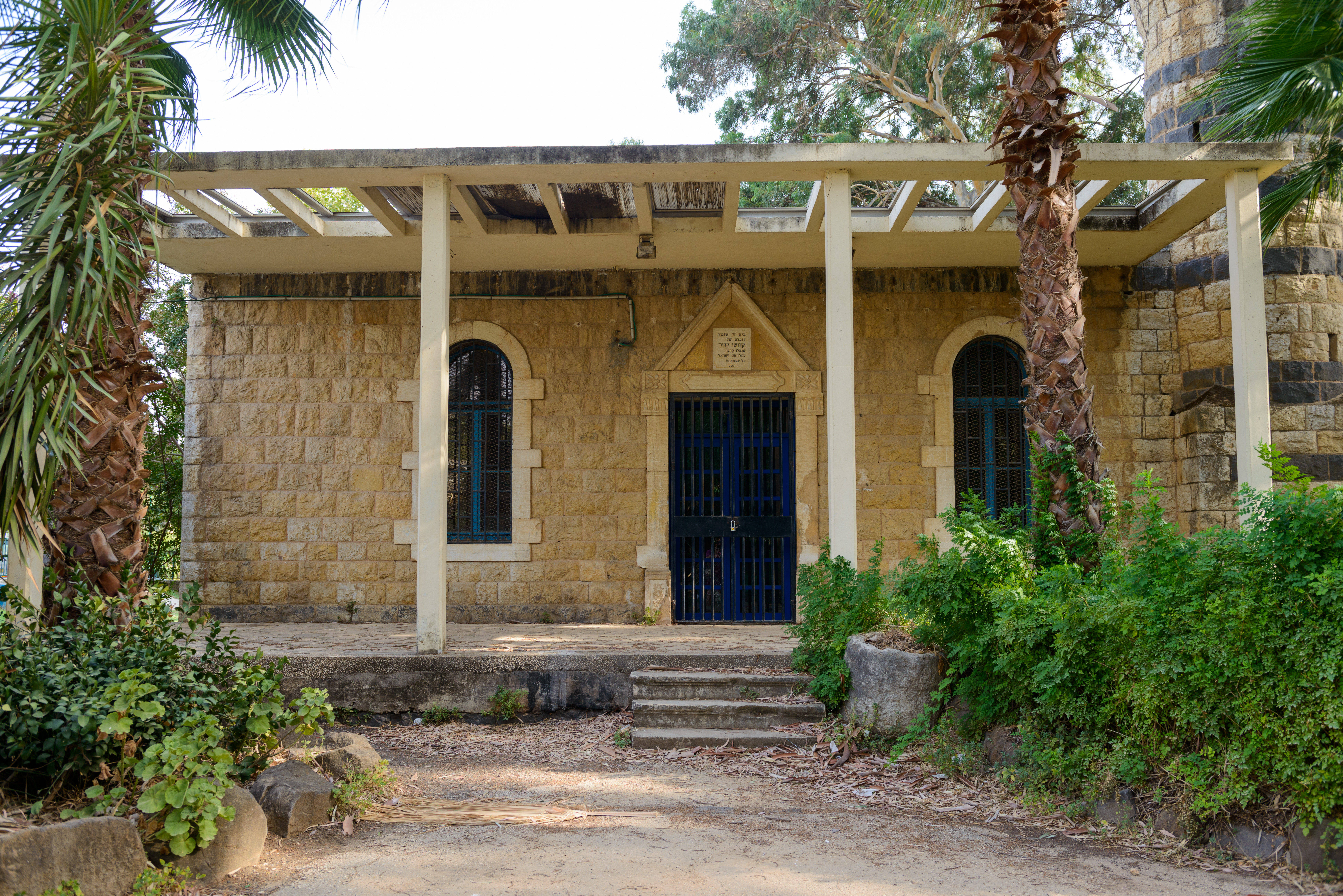
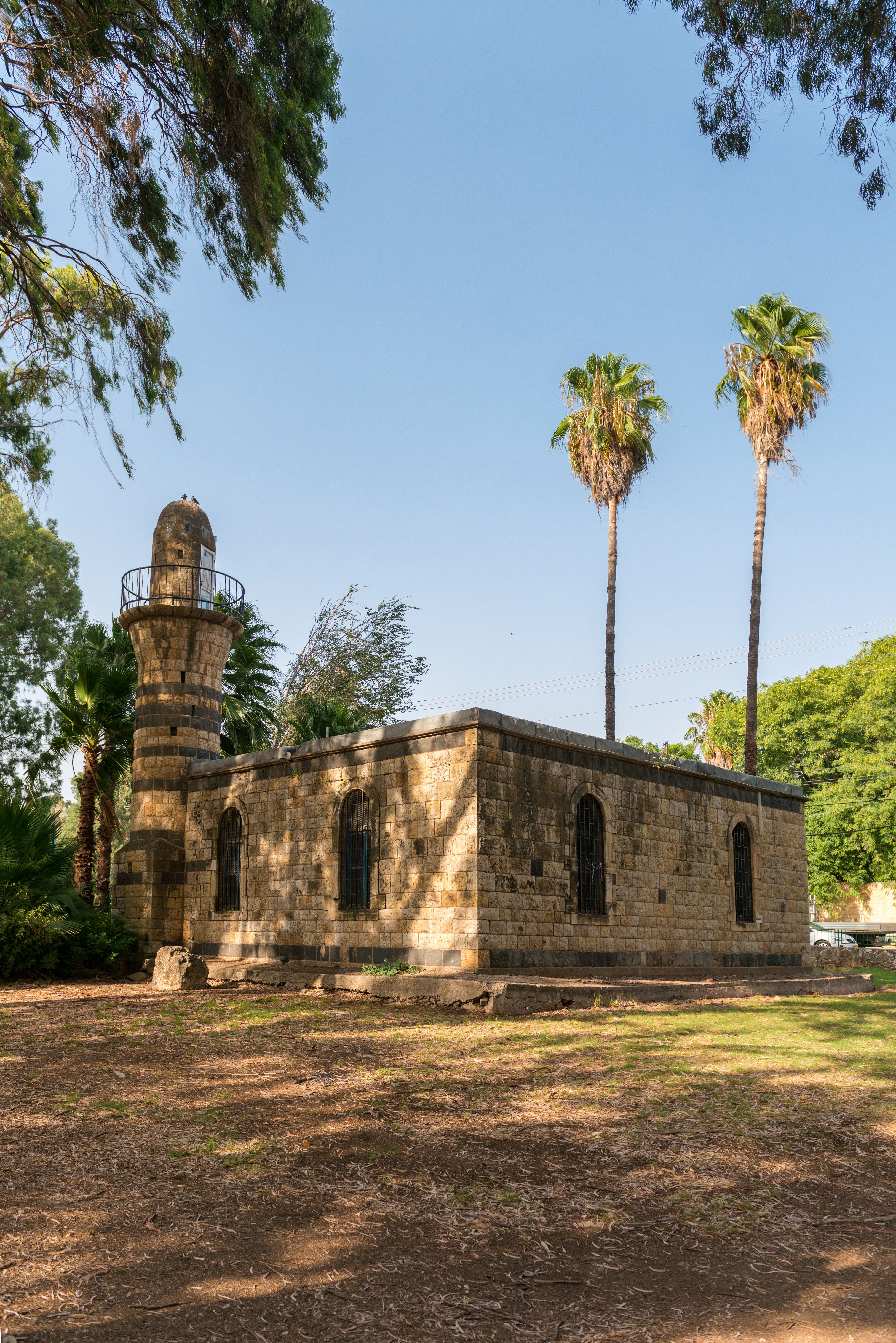

## وصلات خارجي
- الخالصة ترحب بكم